# Natação nos Jogos Pan-Americanos de 2023 - 200 m borboleta masculino
A competição de 200 m borboleta masculino da natação nos Jogos Pan-Americanos de 2023 foi disputada em 21 de outubro no Centro Acuático Estadio Nacional, em Santiago, no Chile. No total, competiram 17 atletas de 11 Comitês Olímpicos Nacionais (CON).

## Calendário
Horário local (UTC-4).
| Data          | Horário | Fase          |
| ------------- | ------- | ------------- |
| 21 de outubro | 10:03   | Eliminatórias |
| 21 de outubro | 17:24   | Final B       |
| 21 de outubro | 17:29   | Final A       |

## Medalhistas
| Ouro   | USA Mason Laur       |
| Prata  | BRA Leonardo de Deus |
| Bronze | USA Jack Dahlgren    |

## Recordes
Antes desta competição, os recordes mundiais e dos Jogos Pan-Americanos da prova eram os seguintes:
| Tipo                             | Atleta               | Tempo   | Local     | Data                |
| -------------------------------- | -------------------- | ------- | --------- | ------------------- |
|                                  | HUN Kristóf Milák    | 1m50s73 | Budapeste | 21 de junho de 2022 |
| Recorde dos Jogos Pan-Americanos | BRA Leonardo de Deus | 1m55s01 | Toronto   | 14 de julho de 2015 |

## Resultados

### Eliminatórias
Qualificação: Os oito mais rápidos (QA) qualificam-se para a final A e os próximos oito mais rápidos (QB) qualificam-se para a final B.
As eliminatórias foram realizadas em 21 de outubro.
| Pos. | Bateria | Raia | Atleta            | Nacionalidade                       | Tempo   | Notas |
| ---- | ------- | ---- | ----------------- | ----------------------------------- | ------- | ----- |
| 1    | 3       | 4    | Mason Laur        | USA Estados Unidos                  | 1:57.58 | QA    |
| 2    | 2       | 4    | Jack Dahlgren     | USA Estados Unidos                  | 1:58.51 | QA    |
| 3    | 1       | 4    | Leonardo de Deus  | BRA Brasil                          | 1:59.09 | QA    |
| 4    | 2       | 5    | Héctor Ruvalcaba  | MEX México                          | 1:59.44 | QA    |
| 5    | 1       | 6    | Kevin Zhang       | CAN Canadá                          | 2:00.22 | QA    |
| 6    | 1       | 5    | Luiz Altamir Melo | BRA Brasil                          | 2:00.51 | QA    |
| 7    | 1       | 3    | Joaquín Piñero    | ARG Argentina                       | 2:00.53 | QA    |
| 8    | 3       | 3    | Erick Gordillo    | EAI Equipe de Atletas Independentes | 2:00.60 | QA    |
| 9    | 2       | 2    | David Arias       | COL Colômbia                        | 2:01.14 | QB    |
| 10   | 3       | 2    | Roberto Bonilla   | EAI Equipe de Atletas Independentes | 2:01.59 | QB    |
| 11   | 3       | 5    | Matheus Gonche    | BRA Brasil                          | 2:01.77 | QB    |
| 12   | 3       | 6    | Federico Ludueña  | ARG Argentina                       | 2:01.90 | QB    |
| 13   | 2       | 3    | Jorge Otaiza      | VEN Venezuela                       | 2:03.31 | QB    |
| 14   | 2       | 6    | Ascanio Fernández | MEX México                          | 2:03.64 | QB    |
| 15   | 2       | 7    | Xavier Ventura    | ESA El Salvador                     | 2:06.84 | QB    |
| 16   | 1       | 2    | Carlos Vasquez    | HON Honduras                        | 2:06.86 | QB    |
| 17   | 3       | 7    | Gabriel Araya     | CHI Chile                           | 2:08.55 |       |

### Final B
A final B foi realizada em 21 de outubro.
| Pos. | Raia | Atleta            | Nacionalidade   | Tempo   | Notas |
| ---- | ---- | ----------------- | --------------- | ------- | ----- |
| 9    | 4    | David Arias       | COL Colômbia    | 2:01.22 |       |
| 10   | 5    | Matheus Gonche    | BRA Brasil      | 2:01.28 |       |
| 11   | 6    | Ascanio Fernández | MEX México      | 2:02.16 |       |
| 12   | 3    | Federico Ludueña  | ARG Argentina   | 2:03.81 |       |
| 13   | 7    | Carlos Vasquez    | HON Honduras    | 2:05.28 |       |
| 14   | 2    | Xavier Ventura    | ESA El Salvador | 2:07.64 |       |
| –    | 1    | Gabriel Araya     | CHI Chile       | DNS     |       |

### Final A
A final A foi realizada em 21 de outubro.
| Pos. | Raia | Atleta            | Nacionalidade                       | Tempo   | Notas |
| ---- | ---- | ----------------- | ----------------------------------- | ------- | ----- |
| 01 ! | 4    | Mason Laur        | USA Estados Unidos                  | 1:56.44 |       |
| 02 ! | 3    | Leonardo de Deus  | BRA Brasil                          | 1:57.25 |       |
| 03 ! | 5    | Jack Dahlgren     | USA Estados Unidos                  | 1:57.53 |       |
| 4    | 6    | Héctor Ruvalcaba  | MEX México                          | 1:58.63 |       |
| 5    | 2    | Kevin Zhang       | CAN Canadá                          | 1:59.30 |       |
| 6    | 8    | Erick Gordillo    | EAI Equipe de Atletas Independentes | 1:59.52 |       |
| 7    | 1    | Joaquín Piñero    | ARG Argentina                       | 2:00.00 |       |
| 8    | 7    | Luiz Altamir Melo | BRA Brasil                          | 2:01.27 |       |

Legenda
| Recorde mundial                  | Recorde mundial (World record)               |                       | Recorde africano                      | Recorde africano (African) |                                           | Q | Classificado por posição (Qualified) |
| Recorde dos Jogos Pan-Americanos | Recorde pan-americano (Pan-American record)  | Recorde da América    | Recorde da América (Americas)         | q                          | Classificado por melhor tempo (Qualified) |   |                                      |
| Melhor marca do ano              | Melhor marca do ano (World leading)          | Recorde asiático      | Recorde asiático (Asian)              | DNS                        | Não largou (Did not start)                |   |                                      |
| Recorde nacional                 | Recorde nacional (National record)           | Recorde europeu       | Recorde europeu (European)            | DNF                        | Não terminou (Did not finish)             |   |                                      |
| Recorde pessoal                  | Recorde pessoal do atleta (Personal best)    | Recorde da Oceania    | Recorde da Oceania (Oceania)          | DSQ / DQ                   | Desclassificado (Disqualified)            |   |                                      |
| Recorde da temporada             | Recorde da temporada do atleta (Season best) | Recorde sul-americano | Recorde sul-americano (South America) | NM                         | Sem marca (No mark)                       |   |                                      |